# 존 돕슨 (천문학자)

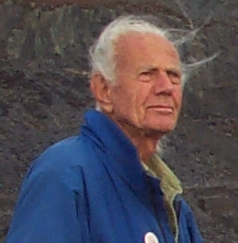
2002년의 존 돕슨

존 돕슨(John Lowry Dobson, 1915년 9월 14일 ~2014년 1월 16일)은 유명한 아마추어 천문가이다. 중국 북경에서 태어나 1927년에 가족을 따라 미국 캘리포니아로 이주하였다. 그는 돕소니안 망원경을 고안하여 제작하였으며, 다수의 아마추어 천문가들이 이를 채택하였다.

## 저서
- John L. Dobson (저술), Norman Sperling (편집), 《How and Why to Make a User-Friendly Sidewalk Telescope》, 1991, ISBN 0-913399-64-7

## 같이 보기
- 돕소니안